# I'll Be There (Bobby Darin)
I'll Be There è un brano musicale inciso originariamente da Bobby Darin nel 1960, pubblicato come singolo nello stesso anno senza ottenere un particolare successo.
La canzone è stata successivamente ripresa nel 1969 da Elvis Presley, che ne ha eseguito una cover inserendola nel suo album Let's Be Friends pubblicato per l'etichetta RCA Camden, della durata di 2 minuti e 21 secondi e che includeva anche alcuni inserti jazz.
Nel 1993 ne è stata incisa un'altra cover dalla cantante italiana Pamela Petrarolo, che l'ha eseguita numerose volte all'interno del programma televisivo Non è la RAI e che l'ha inserita nel suo album di debutto Io non vivo senza te, pubblicato nel febbraio 1994.